# Championnat de France de basket-ball 2016-2017
Navigation
2015-2016 2017-2018
| \| Antibes Chalon Châlons Cholet Dijon Gravelines Hyères Toulon Le Mans Le Portel Limoges Monaco Nancy Nanterre Orléans Paris Pau Strasbourg Villeurbanne \| Localisation des clubs engagés. |
| Antibes Chalon Châlons Cholet Dijon Gravelines Hyères Toulon Le Mans Le Portel Limoges Monaco Nancy Nanterre Orléans Paris Pau Strasbourg Villeurbanne                                       |

La saison 2016-2017 de Pro A est la quatre-vingt-quinzième édition du championnat de France masculin de basket-ball, la trentième depuis la création de la LNB et la vingt-quatrième sous l'appellation « Pro A ».
Lyon-Villeurbanne, champion de France de titre et huitième de la saison régulière est éliminé en demi-finale. Le meneur palois D.J. Cooper est élu meilleur joueur de la saison.

## Formule de la compétition
Dix-huit équipes s'affrontent sous forme de matches aller-retour lors de la saison régulière, du 23 septembre 2016 au 16 mai 2017. Chaque équipe dispute en conséquence trente-quatre matches, dont dix-sept à domicile et dix-sept à l'extérieur. Un classement est établi après chaque journée, se basant sur le ratio entre le nombre de victoires et le nombre de matches joués.
Au terme de la phase aller, les équipes classées de la première à la huitième place sont qualifiées pour la Leaders Cup. Cette compétition à élimination directe se déroule du 17 au 19 février 2017, à Disneyland Paris.
À l'issue de la saison régulière, les huit premières équipes sont qualifiées pour les playoffs. Cette compétition comprend successivement des quarts de finale au meilleur des trois manches, puis des demi-finales et une finale au meilleur des cinq manches. Le vainqueur des playoffs est désigné champion de France.
Les équipes classées 17e et 18e sont reléguées en Pro B.

## Clubs participants

### Clubs engagés
Les seize premiers de la saison 2015-2016 de Pro A, le premier de la saison régulière ainsi que le vainqueur des playoffs d'accession du championnat de France de Pro B 2015-2016 sont engagés dans la compétition.
| Club                                   | Dernière montée | Classement 2015-2016 | Entraîneur                     | Depuis    | Salle                                                                        | Capacité théorique | Saisons en Pro A |
| -------------------------------------- | --------------- | -------------------- | ------------------------------ | --------- | ---------------------------------------------------------------------------- | ------------------ | ---------------- |
| Association sportive de Monaco         | 2015            | 1                    | Zvezdan Mitrović               | 2015      | Salle Gaston Médecin (Monaco)                                                | 2 750              | 19               |
| Strasbourg IG Basket                   | 1999            | 2                    | Henrik Dettmann Vincent Collet | 2016      | Rhénus Sport (Strasbourg)                                                    | 6 200              | 48               |
| Le Mans Sarthe Basket                  | 1990            | 3                    | Erman Kunter Alexandre Ménard  | 2014 2017 | Antarès (Le Mans)                                                            | 6 023              | 52               |
| Élan sportif chalonnais                | 1996            | 4                    | Jean-Denys Choulet             | 2013      | Le Colisée (Chalon-sur-Saône)                                                | 4 948              | 21               |
| ASVEL Lyon-Villeurbanne                | 1948            | 5                    | JD Jackson                     | 2014      | Astroballe (Villeurbanne)                                                    | 5 643              | 68               |
| BCM Gravelines Dunkerque               | 1988            | 6                    | Christian Monschau             | 2008      | Sportica (Gravelines)                                                        | 3 043              | 29               |
| Élan béarnais Pau-Lacq-Orthez          | 2013            | 7                    | Éric Bartecheky                | 2015      | Palais des sports de Pau (Pau)                                               | 7 800              | 42               |
| Nanterre 92                            | 2011            | 8                    | Pascal Donnadieu               | 1987      | Palais des sports Maurice-Thorez (Nanterre)                                  | 3 000              | 6                |
| JDA Dijon                              | 2011            | 9                    | Laurent Legname                | 2015      | Palais des Sports Jean-Michel Geoffroy (Dijon)                               | 4 628              | 28               |
| Limoges CSP                            | 2012            | 10                   | Duško Vujošević                | 2016      | Palais des Sports de Beaublanc (Limoges)                                     | 5 516              | 32               |
| Orléans Loiret Basket                  | 2006            | 11                   | Pierre Vincent                 | 2015      | Zénith d'Orléans (Orléans) Palais des sports d'Orléans (Orléans)             | 5 500 3 222        | 11               |
| Olympique d'Antibes                    | 2015            | 12                   | Julien Espinosa                | 2015      | Azur Arena Antibes (Antibes)                                                 | 5 249              | 42               |
| Champagne Châlons Reims Basket         | 2014            | 13                   | Nikola Antić                   | 2010      | Complexe René-Tys (Reims) Palais des sports Coubertin (Châlons-en-Champagne) | 2 781 2 791        | 3                |
| Paris-Levallois Basket                 | 2009            | 14                   | Frédéric Fauthoux              | 2016      | Palais des sports Marcel-Cerdan (Levallois-Perret)                           | 4 016 3 000        | 49               |
| Cholet Basket                          | 1987            | 15                   | Philippe Hervé                 | 2016      | La Meilleraie (Cholet)                                                       | 5 191              | 30               |
| SLUC Nancy Basket                      | 1994            | 16                   | Alain Weisz Gregor Beugnot     | 2013 2016 | Palais des sports Jean-Weille (Nancy)                                        | 6 027              | 23               |
| Hyères Toulon Var Basket               | 2016            | 1 (Pro B)            | Kyle Milling                   | 2015      | Palais des sports Jauréguiberry (Toulon) Espace 3000 (Hyères)                | 2 200              | 11               |
| ES Saint-Michel Le Portel Côte d'Opale | 2016            | 6 (Pro B)            | Éric Girard                    | 2012      | Le Chaudron (Le Portel)                                                      | 3 500              | 0                |

Légende des couleurs
- Champion en titre
- Vice-champion en titre
- Promu de Pro B 2015-2016

### Budgets
Le 30 septembre 2016, la LNB communique les budgets et masses salariales des dix-huit équipes engagées,.
| Club                                                | Budget       | Masse salariale |
| --------------------------------------------------- | ------------ | --------------- |
| Antibes                                             | 3 102 000 €  | 815 000 €       |
| Élan sportif chalonnais                             | 5 156 000 €  | 1 485 000 €     |
| Champagne Châlons Reims Basket                      | 3 767 000 €  | 1 345 000 €     |
| Cholet Basket                                       | 4 228 000 €  | 1 270 000 €     |
| JDA Dijon                                           | 4 197 000 €  | 1 310 000 €     |
| BCM Gravelines Dunkerque                            | 5 571 000 €  | 1 656 000 €     |
| Hyères Toulon Var Basket                            | 2 005 000 €  | 700 000 €       |
| Le Mans Sarthe Basket                               | 6 058 000 €  | 1 787 500 €     |
| Étoile Sportive Saint-Michel Le Portel Côte d'Opale | 2 947 000 €  | 1 050 000 €     |
| Limoges CSP                                         | 5 488 000 €  | 1 816 000 €     |
| ASVEL Lyon-Villeurbanne                             | 7 291 000 €  | 2 331 000 €     |
| Monaco                                              | 6 614 000 €  | 2 259 000 €     |
| SLUC Nancy Basket                                   | 4 094 000 €  | 1 279 000 €     |
| Nanterre 92                                         | 4 103 000 €  | 1 528 000 €     |
| Orléans Loiret Basket                               | 3 940 000 €  | 1 384 000 €     |
| Paris-Levallois Basket                              | 3 913 000 €  | 1 310 000 €     |
| Élan béarnais Pau-Lacq-Orthez                       | 5 193 000 €  | 1 546 000 €     |
| Strasbourg IG Basket                                | 6 721 000 €  | 2 201 500 €     |
| Moyenne                                             | 4 688 722 €  | 1 504 056 €     |
| Cumulé                                              | 84 388 000 € | 27 073 000 €    |

## Saison régulière

### Classement
En fin de saison, le classement est le suivant :
| Rang | Équipe               | %  | J  | G  | P  | Pp   | Pc   | GA   |
| ---- | -------------------- | -- | -- | -- | -- | ---- | ---- | ---- |
| 1    | Monaco L             | 88 | 34 | 30 | 4  | 2869 | 2504 | 365  |
| 2    | Chalon-sur-Saône     | 79 | 34 | 27 | 7  | 2871 | 2592 | 279  |
| 3    | Nanterre 92          | 74 | 34 | 25 | 9  | 2765 | 2580 | 185  |
| 4    | Strasbourg F         | 68 | 34 | 23 | 11 | 2689 | 2468 | 221  |
| 5    | Pau-Lacq-Orthez      | 65 | 34 | 22 | 12 | 2678 | 2551 | 127  |
| 6    | Paris Levallois      | 59 | 34 | 20 | 14 | 2609 | 2463 | 146  |
| 7    | Le Portel P          | 56 | 34 | 19 | 15 | 2499 | 2384 | 115  |
| 8    | Lyon-Villeurbanne T  | 56 | 34 | 19 | 15 | 2550 | 2544 | 6    |
| 9    | Gravelines-Dunkerque | 47 | 34 | 16 | 18 | 2662 | 2694 | -32  |
| 10   | Limoges              | 44 | 34 | 15 | 19 | 2606 | 2677 | -71  |
| 11   | Cholet               | 41 | 34 | 14 | 20 | 2504 | 2643 | -139 |
| 12   | Le Mans C            | 41 | 34 | 14 | 20 | 2452 | 2565 | -113 |
| 13   | Dijon                | 35 | 34 | 12 | 22 | 2486 | 2567 | -81  |
| 14   | Antibes              | 35 | 34 | 12 | 22 | 2442 | 2596 | -154 |
| 15   | Hyères-Toulon P      | 32 | 34 | 11 | 23 | 2450 | 2546 | -96  |
| 16   | Châlons-Reims        | 29 | 34 | 10 | 24 | 2660 | 2886 | -226 |
| 17   | Orléans              | 26 | 34 | 9  | 25 | 2454 | 2720 | -266 |
| 18   | Nancy                | 24 | 34 | 8  | 26 | 2553 | 2819 | -266 |

| Légende : |
| - Qualification pour les playoffs - Qualification pour l'Eurocoupe 2017-2018(wild-card) - Relégation en Pro B |
| T : Tenant du titre                                                                                           |
| F : Finaliste de Pro A 2015-2016                                                                              |
| P : Promu de Pro B 2015-2016                                                                                  |
| C : Vainqueur de la Coupe de France 2015-2016                                                                 |
| L : Vainqueur de la Leaders Cup 2016                                                                          |
| 0 |

Règlement :
Le classement est établi en tenant compte :
- du pourcentage de matchs gagnés sur le nombre de matchs joués (il est attribué un match gagné en moins pour une rencontre perdue par forfait ou pénalité),
- du point-average particulier.

Les huit premiers sont qualifiés pour les play-offs. Les deux derniers sont relégués en Pro B.

### Matches
| Résultats (dom.\ext.)                                              | ANT   | CHA    | CHR    | CHO   | DIJ   | GRA    | HTV   | LEM   | LEP   | LIM    | LYO     | MON    | NCY    | NTR   | ORL    | PAR   | PAU   | STR   |
| Antibes                                                            |       | 74-87  | 82-69  | 57-73 | 48-63 | 79-71  | 75-74 | 54-58 | 65-80 | 78-73  | 70-74   | 84-91  | 86-77  | 55-70 | 76-70  | 82-88 | 92-93 | 72-81 |
| Chalon-sur-Saône                                                   | 76-65 |        | 104-86 | 79-66 | 95-83 | 89-76  | 89-81 | 97-94 | 83-76 | 90-66  | 98-68   | 72-82  | 59-69  | 94-90 | 87-67  | 85-70 | 96-76 | 81-74 |
| Châlons-Reims                                                      | 77-92 | 74-69  |        | 71-76 | 87-69 | 87-89  | 80-75 | 98-89 | 77-68 | 82-84  | 75-77   | 68-106 | 94-90  | 73-93 | 89-75  | 88-94 | 78-97 | 58-79 |
| Cholet                                                             | 67-64 | 84-90  | 72-80  |       | 72-71 | 101-99 | 66-86 | 78-58 | 43-84 | 61-68  | 57-72   | 81-75  | 82-85  | 85-54 | 86-81  | 95-87 | 69-76 | 86-90 |
| Dijon                                                              | 61-52 | 70-84  | 86-73  | 93-53 |       | 85-79  | 78-72 | 66-74 | 95-78 | 93-74  | 72-79   | 58-84  | 74-69  | 72-73 | 76-84  | 67-75 | 85-82 | 67-81 |
| Gravelines-Dunkerque                                               | 75-67 | 88-85  | 92-84  | 73-78 | 87-89 |        | 81-80 | 75-72 | 89-71 | 77-88  | 82-81   | 72-92  | 72-83  | 91-81 | 99-57  | 81-79 | 65-78 | 73-72 |
| Hyères-Toulon                                                      | 61-75 | 59-69  | 71-90  | 70-78 | 76-74 | 75-62  |       | 76-60 | 67-72 | 82-71  | 49-61   | 71-80  | 69-56  | 76-79 | 78-61  | 70-65 | 85-70 | 68-78 |
| Le Mans                                                            | 72-80 | 65-74  | 91-83  | 71-65 | 65-60 | 71-81  | 64-80 |       | 66-77 | 71-77  | 82-74   | 81-83  | 85-70  | 75-85 | 71-64  | 44-68 | 92-80 | 73-71 |
| Le Portel                                                          | 67-75 | 74-83  | 79-64  | 71-63 | 80-70 | 75-62  | 75-62 | 81-75 |       | 80-59  | 82-58   | 62-66  | 98-64  | 65-84 | 85-63  | 79-71 | 63-72 | 70-77 |
| Limoges                                                            | 95-66 | 70-82  | 87-62  | 72-79 | 75-70 | 88-79  | 80-68 | 79-68 | 69-72 |        | 80-91   | 69-77  | 95-74  | 70-64 | 81-101 | 76-84 | 75-66 | 83-76 |
| Lyon-Villeurbanne                                                  | 75-65 | 68-77  | 73-77  | 71-67 | 74-73 | 73-70  | 73-59 | 64-73 | 75-64 | 72-69  |         | 74-90  | 84-71  | 74-88 | 82-78  | 60-66 | 63-72 | 71-75 |
| Monaco                                                             | 88-64 | 68-52  | 81-72  | 93-68 | 88-71 | 79-71  | 84-68 | 88-77 | 81-57 | 92-88  | 92-88   |        | 97-89  | 84-70 | 78-74  | 83-98 | 77-64 | 77-62 |
| Nancy                                                              | 67-70 | 74-106 | 89-80  | 85-91 | 87-70 | 65-70  | 96-91 | 76-82 | 74-80 | 94-100 | 77-85   | 76-71  |        | 73-78 | 72-65  | 59-78 | 69-78 | 71-80 |
| Nanterre                                                           | 90-71 | 77-92  | 104-84 | 86-57 | 71-55 | 67-88  | 88-65 | 90-70 | 76-66 | 91-81  | 103-100 | 99-88  | 90-81  |       | 86-62  | 90-81 | 85-74 | 73-78 |
| Orléans                                                            | 78-87 | 96-114 | 89-84  | 90-84 | 76-86 | 59-67  | 67-70 | 46-72 | 67-60 | 80-74  | 52-69   | 61-86  | 78-68  | 86-92 |        | 58-78 | 53-64 | 83-81 |
| Paris-Levallois                                                    | 86-67 | 83-85  | 88-78  | 75-74 | 77-51 | 98-79  | 88-84 | 50-57 | 47-62 | 87-73  | 70-86   | 85-91  | 75-67  | 78-51 | 51-53  |       | 86-64 | 75-65 |
| Pau-Lacq-Orthez                                                    | 84-79 | 95-88  | 70-60  | 81-79 | 75-67 | 94-83  | 85-70 | 85-71 | 67-75 | 89-57  | 93-77   | 73-85  | 100-61 | 71-73 | 95-91  | 77-61 |       | 82-74 |
| Strasbourg                                                         | 85-74 | 84-60  | 106-78 | 85-68 | 68-66 | 72-64  | 76-62 | 92-63 | 75-71 | 79-60  | 76-84   | 85-92  | 106-75 | 65-74 | 92-89  | 82-67 | 67-58 |       |
| - Victoire à domicile - Victoire à l'extérieur - Match non disputé |       |        |        |       |       |        |       |       |       |        |         |        |        |       |        |       |       |       |

### Évolution du classement
| Équipe / Journée  | 1       | 2  | 3  | 4  | 5  | 6  | 7  | 8  | 9  | 10 | 11 | 12 | 13 | 14  | 15  | 16 | 17 | 18 | 19 | 20 | 21 | 22 | 23 | 24 | 25 | 26 | 27 | 28 | 29 | 30 | 31 | 32 | 33 | 34 | En tête | Relégable |   |
| ----------------- | ------- | -- | -- | -- | -- | -- | -- | -- | -- | -- | -- | -- | -- | --- | --- | -- | -- | -- | -- | -- | -- | -- | -- | -- | -- | -- | -- | -- | -- | -- | -- | -- | -- | -- | ------- | --------- | - |
| Équipe / Journée  | Antibes | 4  | 3  | 7  | 5  | 5  | 7  | 11 | 14 | 15 | 17 | 14 | 16 | 17  | 15  | 16 | 17 | 15 | 17 | 16 | 16 | 16 | 16 | 16 | 16 | 16 | 16 | 16 | 15 | 15 | 14 | 13 | 13 | 14 | 14      |           | 4 |
| Chalon-sur-Saône  | 1       | 9  | 5  | 6  | 4  | 5  | 3  | 2  | 2  | 2  | 2  | 2  | 2  | 2   | 2   | 2  | 2  | 2  | 2  | 2  | 3  | 2  | 2  | 3  | 2  | 2  | 2  | 2  | 2  | 2  | 2  | 2  | 2  | 2  | 1       |           |   |
| Châlons-Reims     | 15      | 10 | 16 | 11 | 7  | 9  | 14 | 9  | 13 | 7  | 12 | 12 | 14 | 12  | 14  | 12 | 13 | 13 | 13 | 13 | 13 | 13 | 13 | 12 | 13 | 13 | 15 | 16 | 16 | 15 | 14 | 14 | 16 | 16 |         |           |   |
| Cholet            | 11      | 15 | 11 | 7  | 6  | 6  | 9  | 16 | 14 | 14 | 17 | 13 | 12 | 16  | 13  | 14 | 14 | 15 | 15 | 15 | 14 | 15 | 15 | 15 | 15 | 15 | 14 | 14 | 11 | 12 | 11 | 11 | 11 | 11 |         | 1         |   |
| Dijon             | 12      | 6  | 4  | 8  | 14 | 11 | 7  | 11 | 10 | 13 | 13 | 15 | 16 | 14  | 15  | 16 | 17 | 14 | 14 | 14 | 15 | 14 | 14 | 13 | 12 | 12 | 13 | 13 | 13 | 13 | 15 | 15 | 13 | 13 |         | 1         |   |
| Gravelines        | 14      | 12 | 12 | 16 | 13 | 17 | 13 | 12 | 8  | 11 | 9  | 9  | 8  | 7-1 | 9-1 | 6  | 6  | 6  | 5  | 7  | 8  | 7  | 7  | 7  | 7  | 7  | 7  | 7  | 7  | 10 | 9  | 9  | 9  | 9  |         | 1         |   |
| Hyères-Toulon     | 5       | 7  | 10 | 12 | 18 | 13 | 8  | 5  | 9  | 12 | 10 | 14 | 11 | 13  | 12  | 13 | 10 | 9  | 10 | 10 | 12 | 12 | 12 | 14 | 14 | 14 | 12 | 12 | 14 | 16 | 16 | 16 | 15 | 15 |         | 1         |   |
| Le Mans           | 9       | 4  | 6  | 9  | 9  | 16 | 12 | 8  | 5  | 6  | 5  | 7  | 7  | 5   | 5   | 5  | 9  | 10 | 11 | 11 | 10 | 11 | 11 | 11 | 11 | 11 | 11 | 11 | 12 | 11 | 12 | 12 | 12 | 12 |         |           |   |
| Le Portel         | 17      | 17 | 14 | 17 | 11 | 14 | 17 | 18 | 17 | 16 | 16 | 10 | 13 | 10  | 10  | 10 | 11 | 12 | 12 | 12 | 11 | 10 | 9  | 9  | 9  | 9  | 8  | 8  | 9  | 7  | 7  | 7  | 7  | 7  |         | 6         |   |
| Limoges           | 7       | 5  | 9  | 10 | 10 | 10 | 6  | 7  | 12 | 10 | 11 | 11 | 10 | 11  | 11  | 11 | 12 | 11 | 9  | 9  | 9  | 9  | 10 | 10 | 10 | 10 | 10 | 10 | 10 | 9  | 10 | 10 | 10 | 10 |         |           |   |
| Lyon-Villeurbanne | 16      | 11 | 13 | 15 | 12 | 8  | 10 | 10 | 11 | 8  | 7  | 8  | 6  | 8   | 7   | 8  | 5  | 7  | 7  | 8  | 7  | 8  | 8  | 8  | 8  | 8  | 9  | 9  | 8  | 8  | 8  | 8  | 8  | 8  |         |           |   |
| Monaco            | 3       | 2  | 1  | 1  | 1  | 1  | 1  | 1  | 1  | 1  | 1  | 1  | 1  | 1   | 1   | 1  | 1  | 1  | 1  | 1  | 1  | 1  | 1  | 1  | 1  | 1  | 1  | 1  | 1  | 1  | 1  | 1  | 1  | 1  | 32      |           |   |
| Nancy             | 13      | 16 | 18 | 14 | 16 | 18 | 16 | 17 | 18 | 18 | 18 | 18 | 18 | 18  | 18  | 18 | 18 | 18 | 18 | 18 | 18 | 18 | 17 | 18 | 18 | 18 | 18 | 18 | 18 | 18 | 18 | 18 | 18 | 18 |         | 29        |   |
| Nanterre          | 2       | 1  | 2  | 2  | 2  | 4  | 4  | 3  | 3  | 3  | 3  | 3  | 3  | 3-1 | 3-1 | 4  | 4  | 4  | 4  | 4  | 4  | 3  | 4  | 4  | 4  | 3  | 5  | 4  | 4  | 3  | 3  | 3  | 3  | 3  | 1       |           |   |
| Orléans           | 18      | 18 | 15 | 18 | 15 | 12 | 18 | 15 | 16 | 15 | 15 | 17 | 15 | 17  | 17  | 15 | 16 | 16 | 17 | 17 | 17 | 17 | 18 | 17 | 17 | 17 | 17 | 17 | 17 | 17 | 17 | 17 | 17 | 17 |         | 23        |   |
| Paris-Levallois   | 6       | 8  | 3  | 3  | 8  | 3  | 5  | 6  | 6  | 5  | 6  | 6  | 5  | 6   | 6   | 7  | 8  | 5  | 6  | 5  | 5  | 5  | 5  | 5  | 5  | 6  | 6  | 6  | 6  | 6  | 6  | 6  | 6  | 6  |         |           |   |
| Pau-Lacq-Orthez   | 8       | 13 | 8  | 4  | 3  | 2  | 2  | 4  | 4  | 4  | 4  | 4  | 4  | 4   | 4   | 3  | 3  | 3  | 3  | 3  | 2  | 4  | 3  | 2  | 3  | 4  | 3  | 5  | 5  | 5  | 5  | 5  | 5  | 5  |         |           |   |
| Strasbourg        | 10      | 14 | 17 | 13 | 17 | 15 | 15 | 13 | 7  | 9  | 8  | 5  | 9  | 9   | 8   | 9  | 7  | 8  | 8  | 6  | 6  | 6  | 6  | 6  | 6  | 5  | 4  | 3  | 3  | 4  | 4  | 4  | 4  | 4  |         | 2         |   |

-1 : Un match en retard au soir de la journée concernée.

### Leaders statistiques
| Statistique                   | Joueur             | Équipe               | Moyenne |
| ----------------------------- | ------------------ | -------------------- | ------- |
| Évaluation                    | D.J. Cooper        | Pau-Lacq-Orthez      | 21,30   |
| Points                        | Cameron Clark      | Chalon-sur-Saône     | 18,58   |
| Rebonds                       | Moustapha Fall     | Chalon-sur-Saône     | 9,09    |
| Rebonds défensifs             | Moustapha Fall     | Chalon-sur-Saône     | 6,59    |
| Rebonds offensifs             | Louis Labeyrie     | Paris-Levallois      | 3,34    |
| Passes décisives              | D.J. Cooper        | Pau-Lacq-Orthez      | 11,06   |
| Interceptions                 | D.J. Cooper        | Pau-Lacq-Orthez      | 2,42    |
| Balles perdues                | D.J. Cooper        | Pau-Lacq-Orthez      | 4,52    |
| Contres                       | Moustapha Fall     | Chalon-sur-Saône     | 2,26    |
| Fautes                        | Florent Pietrus    | Gravelines-Dunkerque | 3,52    |
| Fautes provoquées             | Klemen Prepelič    | Limoges              | 6,42    |
| Dunks                         | Moustapha Fall     | Chalon-sur-Saône     | 2,65    |
| Pourcentage                   | Vitalis Chikoko    | Pau-Lacq-Orthez      | 69,38 % |
| Pourcentage aux lancer-francs | John Roberson      | Chalon-sur-Saône     | 91,60 % |
| Pourcentage à 2 points        | Vitalis Chikoko    | Pau-Lacq-Orthez      | 69,38 % |
| Pourcentage à 3 points        | Jonathan Rousselle | Cholet               | 51,72 % |

| Statistique                   | Équipe               | Moyenne |
| ----------------------------- | -------------------- | ------- |
| Évaluation                    | Chalon-sur-Saône     | 100,00  |
| Points                        | Chalon-sur-Saône     | 84,44   |
| Rebonds                       | Paris-Levallois      | 39,24   |
| Rebonds défensifs             | Pau-Lacq-Orthez      | 28,00   |
| Rebonds offensifs             | Monaco               | 13,24   |
| Passes décisives              | Pau-Lacq-Orthez      | 20,88   |
| Interceptions                 | Monaco               | 8,91    |
| Balles perdues                | Orléans              | 16,59   |
| Contres                       | Chalon-sur-Saône     | 3,62    |
| Fautes                        | Monaco               | 21,94   |
| Fautes provoquées             | Monaco               | 20,44   |
| Dunks                         | Chalon-sur-Saône     | 5,56    |
| Pourcentage aux tirs          | Chalon-sur-Saône     | 50,21 % |
| Pourcentage aux lancer-francs | Gravelines-Dunkerque | 75,27 % |
| Pourcentage à 2 points        | Chalon-sur-Saône     | 57,27 % |
| Pourcentage à 3 points        | Strasbourg           | 38,87 % |

## Playoffs

### Tableau
|  | Quarts de finale | Quarts de finale  | Quarts de finale | Quarts de finale | Quarts de finale |    |                  | Demi-finales      | Demi-finales | Demi-finales | Demi-finales | Demi-finales | Demi-finales | Demi-finales |  |  | Finale | Finale     | Finale | Finale | Finale | Finale | Finale |
|  |                  |                   |                  |                  |                  |    |                  |                   |              |              |              |              |              |              |  |  |        |            |        |        |        |        |        |
|  | 1                | Monaco            | 69               | 71               | 71               |    |                  |                   |              |              |              |              |              |              |  |  |        |            |        |        |        |        |        |
|  | 8                | Lyon-Villeurbanne | 72               | 66               | 74               |    |                  |                   |              |              |              |              |              |              |  |  |        |            |        |        |        |        |        |
|  | 8                | Lyon-Villeurbanne | 72               | 66               | 74               |    | 8                | Lyon-Villeurbanne | 74           | 74           | 64           | 64           | 69           |              |  |  |        |            |        |        |        |        |        |
|  |                  |                   |                  |                  |                  |    | 8                | Lyon-Villeurbanne | 74           | 74           | 64           | 64           | 69           |              |  |  |        |            |        |        |        |        |        |
|  |                  | 4                 | Strasbourg       | 72               | 73               | 67 | 68               | 70                |              |              |              |              |              |              |  |  |        |            |        |        |        |        |        |
|  | 4                | 4                 | Strasbourg       | 72               | 73               | 67 | 68               | 70                | Strasbourg   | 92ap         | 83           | 72           |              |              |  |  |        |            |        |        |        |        |        |
|  | 4                |                   |                  |                  |                  |    |                  |                   | Strasbourg   | 92ap         | 83           | 72           |              |              |  |  |        |            |        |        |        |        |        |
|  | 5                | Pau-Lacq-Orthez   | 102              | 68               | 68               |    |                  |                   |              |              |              |              |              |              |  |  |        |            |        |        |        |        |        |
|  |                  |                   |                  |                  |                  |    |                  |                   |              |              |              |              |              |              |  |  | 4      | Strasbourg | 75     | 74     | 70     | 84     | 65     |
|  |                  | 2                 | Chalon-sur-Saône | 89               | 72               | 71 | 78               | 74                |              |              |              |              |              |              |  |  |        |            |        |        |        |        |        |
|  | 2                | Chalon-sur-Saône  | 76               | 88               |                  |    |                  |                   |              |              |              |              |              |              |  |  |        |            |        |        |        |        |        |
|  | 7                | Le Portel         | 63               | 74               |                  |    |                  |                   |              |              |              |              |              |              |  |  |        |            |        |        |        |        |        |
|  | 7                | Le Portel         | 63               | 74               |                  | 2  | Chalon-sur-Saône | 72                | 84           | 69           | 82           |              |              |              |  |  |        |            |        |        |        |        |        |
|  |                  |                   |                  |                  |                  | 2  | Chalon-sur-Saône | 72                | 84           | 69           | 82           |              |              |              |  |  |        |            |        |        |        |        |        |
|  |                  | 6                 | Paris-Levallois  | 69               | 77               | 86 | 55               |                   |              |              |              |              |              |              |  |  |        |            |        |        |        |        |        |
|  | 3                | 6                 | Paris-Levallois  | 69               | 77               | 86 | 55               | Nanterre          | 85           | 71           |              |              |              |              |  |  |        |            |        |        |        |        |        |
|  | 3                |                   |                  |                  |                  |    |                  | Nanterre          | 85           | 71           |              |              |              |              |  |  |        |            |        |        |        |        |        |
|  | 6                | Paris-Levallois   | 88               | 77               |                  |    |                  |                   |              |              |              |              |              |              |  |  |        |            |        |        |        |        |        |

## Récompenses individuelles

### Trophées LNB
Les trophées sont décernés le 17 mai 2017.
| Meilleur joueur (MVP) - D.J. Cooper (Pau-Lacq-Orthez) Meilleur marqueur - Cameron Clark (Chalon-sur-Saône) Meilleur entraîneur - Zvezdan Mitrović (Monaco) Meilleur défenseur - Moustapha Fall (Chalon-sur-Saône) Meilleur jeune - Frank Ntilikina (Strasbourg) | Meilleure progression - Paul Lacombe (Strasbourg) Meilleur sixième homme - Louis Labeyrie (Paris-Levallois) Meilleur contreur - Moustapha Fall (Chalon-sur-Saône) Meilleur entraîneur des Espoirs - Pierre Verdière (Nancy) Meilleur arbitre - Eddie Viator |

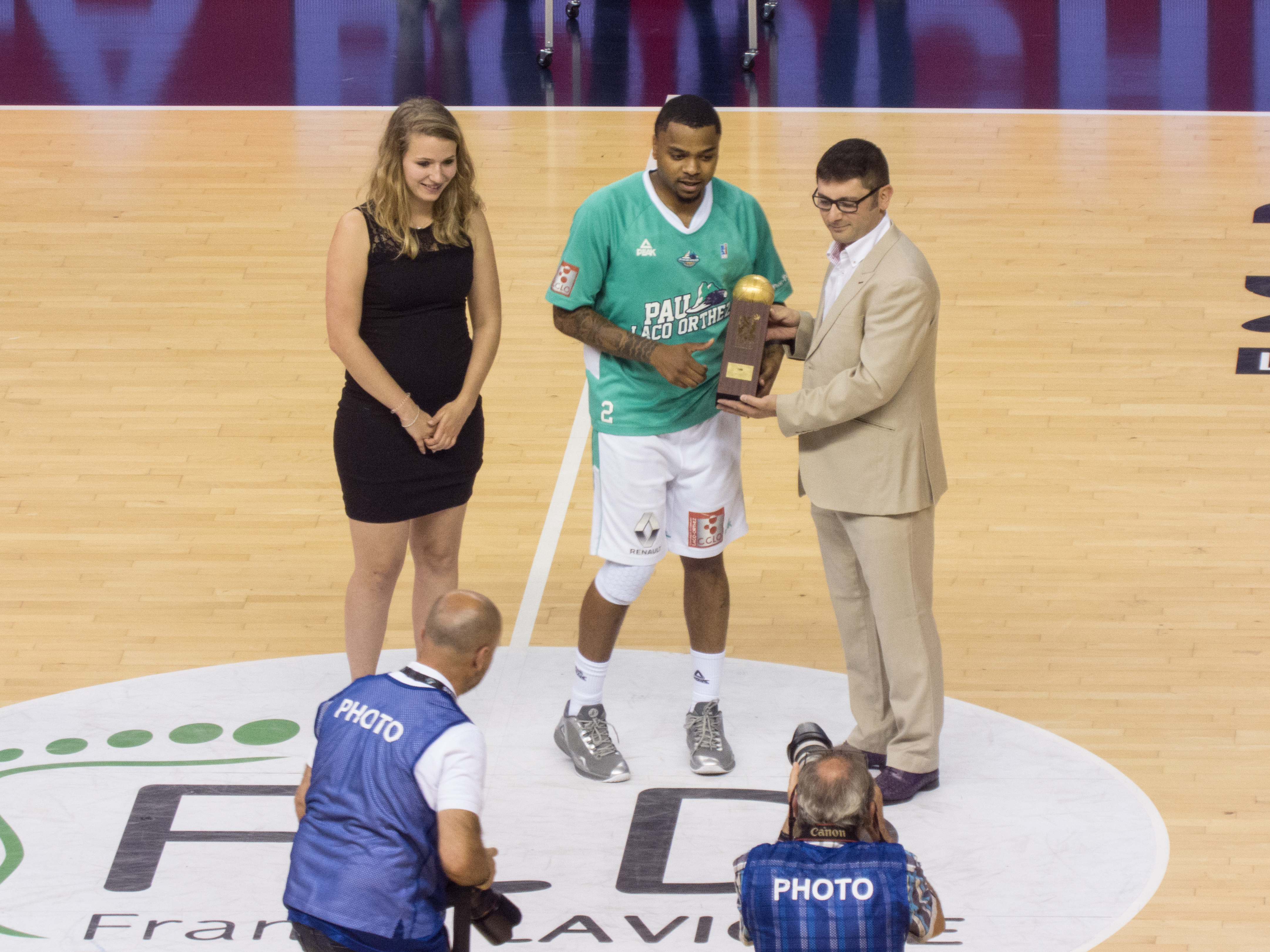
Le titre de meilleur joueur de la saison est remis à D.J. Cooper devant le public de l'Élan béarnais.

Depuis la saison 2014-2015, le trophée du sixième homme (officiellement « trophée DLSIxième homme » du nom du sponsor principal, DLSI) récompense le meilleur remplaçant de chacune des deux phases (aller et retour) du championnat de France de Pro A. Pour être éligible, un joueur doit avoir disputé au moins les deux tiers des rencontres de son équipe, tout en s'étant trouvé dans le cinq majeur dans moins d'un tiers de ceux-ci,.

### MVPs par journée de la saison régulière
| Journée | Joueur                               | Équipe                     | Évaluation |
| ------- | ------------------------------------ | -------------------------- | ---------- |
| 1       | D.J. Cooper (1/6)                    | Pau-Lacq-Orthez (1/6)      | 29         |
| 2       | Ryan Pearson (1/1)                   | Le Mans (1/1)              | 34         |
| 3       | D.J. Cooper (2/6)                    | Pau-Lacq-Orthez (2/6)      | 31         |
| 4       | Tim Blue (1/1)                       | Antibes (1/1)              | 33         |
| 5       | John Roberson (1/2)                  | Chalon-sur-Saône (1/8)     | 25         |
| 6       | D.J. Cooper (3/6)                    | Pau-Lacq-Orthez (3/6)      | 33         |
| 7       | Spencer Butterfield (1/1)            | Nanterre 92 (1/2)          | 34         |
| 8       | Mark Payne (1/3)                     | Châlons-Reims (1/2)        | 28         |
| 9       | Jakim Donaldson (1/1)                | Le Portel (1/3)            | 28         |
| 10      | C.J. Fair (1/1)                      | CSP Limoges (1/3)          | 31         |
| 11      | Louis Labeyrie (1/1)                 | Paris-Levallois (1/2)      | 28         |
| 12      | John Roberson (2/2)                  | Chalon-sur-Saône (2/8)     | 42         |
| 13      | Micah Downs (1/1)                    | Orléans (1/1)              | 31         |
| 14      | Nicolas de Jong (1/1)                | Châlons-Reims (2/3)        | 26         |
| 15      | Cameron Clark (1/3)                  | Chalon-sur-Saône (3/8)     | 31         |
| 16      | D.J. Cooper (4/6)                    | Pau-Lacq-Orthez (4/6)      | 26         |
| 17      | Cameron Clark (2/3)                  | Chalon-sur-Saône (4/8)     | 37         |
| 18      | D.J. Cooper (5/6)                    | Pau-Lacq-Orthez (5/6)      | 24         |
| 19      | Chris Warren (1/1)                   | Nanterre 92 (2/2)          | 33         |
| 20      | Tyler Cain (1/1)                     | Châlons-Reims (3/3)        | 41         |
| 21      | William Buford (1/1)                 | CSP Limoges (2/3)          | 28         |
| 22      | Darrin Dorsey (1/1)                  | Le Portel (2/3)            | 32         |
| 23      | Moustapha Fall (1/3)                 | Chalon-sur-Saône (5/8)     | 32         |
| 24      | Justin Cobbs (1/1)                   | Gravelines-Dunkerque (1/1) | 29         |
| 25      | Ryan Brooks (1/1) Isaiah Miles (1/1) | Dijon (1/3) Dijon (2/3)    | 32 27      |
| 26      | DaShaun Wood (1/1)                   | CSP Limoges (3/3)          | 37         |
| 27      | Jason Rich (1/1)                     | Paris-Levallois (2/2)      | 30         |
| 28      | Moustapha Fall (2/3)                 | Chalon-sur-Saône (6/8)     | 37         |
| 29      | D.J. Cooper (6/6)                    | Pau-Lacq-Orthez (6/6)      | 33         |
| 30      | Frank Hassell (1/1)                  | Le Portel (3/3)            | 31         |
| 31      | Cameron Clark (3/3)                  | Chalon-sur-Saône (7/8)     | 33         |
| 32      | Moustapha Fall (3/3)                 | Chalon-sur-Saône (8/8)     | 32         |
| 33      | Brandon Peterson (1/1)               | Dijon (3/3)                | 37         |
| 34      |                                      |                            |            |

### MVPs par mois de la saison régulière
| Mois     | Joueur                 | Équipe                 | Évaluation | Points | Rebonds | Passes |
| -------- | ---------------------- | ---------------------- | ---------- | ------ | ------- | ------ |
| Octobre  | D.J. Cooper (1/1)      | Pau-Lacq-Orthez (1/1)  |            | 19     | 6,8     | 11,2   |
| Novembre | Wilfried Yeguete (1/1) | Le Mans (1/1)          |            | 10,8   | 9       | 2      |
| Décembre | John Roberson (1/1)    | Chalon-sur-Saône (1/4) | 23,4       | 19,8   | 4       | 6      |
| Janvier  | Cameron Clark (1/2)    | Chalon-sur-Saône (2/4) | 31,5       | 28     | 6,5     | 2      |
| Février  | Cameron Clark (2/2)    | Chalon-sur-Saône (3/4) | 27,3       | 27,3   | 5       | 2,33   |
| Mars     | Darrin Dorsey (1/1)    | Le Portel (1/1)        | 22,3       | 20     |         | 6,2    |
| Avril    | Moustapha Fall (1/1)   | Chalon-sur-Saône (4/4) | 27,5       | 14     | 11,5    | 4,3    |
| Mai      |                        |                        |            |        |         |        |

### DLSIxièmeHomme par journée de la saison régulière
| Journée | Joueur                    | Équipe                 | Évaluation |
| ------- | ------------------------- | ---------------------- | ---------- |
| 1       | Jonathan Tornato (1/1)    | Antibes (1/1)          | 19         |
| 2       | Axel Julien (1/1)         | Dijon (1/1)            | 29         |
| 3       | Sergii Gladyr (1/2)       | Monaco (1/4)           | 22         |
| 4       | Sergii Gladyr (2/2)       | Monaco (2/4)           | 19         |
| 5       | Jonathan Kazadi (1/1)     | Orléans (1/1)          | 24         |
| 6       | Louis Labeyrie (1/4)      | Paris-Levallois (1/4)  | 23         |
| 7       | Klemen Prepelič (1/1)     | CSP Limoges (1/3)      | 22         |
| 8       | Édouard Choquet (1/1)     | Châlons-Reims (1/2)    | 23         |
| 9       | Paul Lacombe (1/1)        | Strasbourg (1/6)       | 25         |
| 10      | Erik Murphy (1/1)         | Strasbourg (2/6)       | 22         |
| 11      | Louis Labeyrie (2/4)      | Paris-Levallois (2/4)  | 28         |
| 12      | Wilfried Yeguete (1/1)    | Le Mans (1/1)          | 26         |
| 13      | Élie Okobo (1/1)          | Pau-Lacq-Orthez (1/2)  | 16         |
| 14      | Nicolas de Jong (1/1)     | Châlons-Reims (2/2)    | 26         |
| 15      | Brian Conklin (1/2)       | Nanterre 92 (1/4)      | 19         |
| 16      | Akeem Williams (1/1)      | Hyères-Toulon (1/2)    | 20         |
| 17      | Jérémy Leloup (1/3)       | Strasbourg (3/6)       | 18         |
| 18      | Louis Labeyrie (3/4)      | Paris-Levallois (3/4)  | 27         |
| 19      | Dee Bost (1/2)            | Monaco (3/4)           | 27         |
| 20      | Vitalis Chikoko (1/1)     | Pau-Lacq-Orthez (2/2)  | 35         |
| 21      | Brian Conklin (2/2)       | Nanterre 92 (2/4)      | 26         |
| 22      | Spencer Butterfield (1/2) | Nanterre 92 (3/4)      | 26         |
| 23      | Jérémy Leloup (2/3)       | Strasbourg (4/6)       | 20         |
| 24      | Louis Labeyrie (4/4)      | Paris-Levallois (4/4)  | 24         |
| 25      | Axel Bouteille (1/1)      | Chalon-sur-Saône (1/1) | 22         |
| 26      | DaShaun Wood (1/1)        | CSP Limoges (2/3)      | 37         |
| 27      | Ferdinand Prenom (1/1)    | Hyères-Toulon (2/2)    | 21         |
| 28      | Ousmane Camara (1/1)      | CSP Limoges (3/3)      | 26         |
| 29      | Jérémy Leloup (3/3)       | Strasbourg (5/6)       | 24         |
| 30      | Spencer Butterfield (2/2) | Nanterre 92 (4/4)      | 18         |
| 31      | Matt Howard (1/1)         | Strasbourg (6/6)       | 22         |
| 32      | Jakim Donaldson (1/1)     | Le Portel (1/1)        | 26         |
| 33      | Dee Bost (2/2)            | Monaco (4/4)           | 25         |
| 34      | Alejandro Urtasun (1/1)   | Nancy (1/1)            | 32         |

## Clubs engagés en Coupe d'Europe

### Euroligue
Aucun club français ne participe à cette compétition.

### EuroCoupe
Aucun club français ne participe à cette compétition.

### Ligue des Champions
| Équipe                  | Saison régulière | Saison régulière | Playoffs           | Playoffs           | Bilan général      |
| Équipe                  | Résultat         | Vic-Déf (%Vic)   | Stade              | Vic-Nul-Déf (%Vic) | Vic-Nul-Déf (%Vic) |
| ----------------------- | ---------------- | ---------------- | ------------------ | ------------------ | ------------------ |
| ASVEL Lyon-Villeurbanne | 1er du groupe C  | 10 - 4 (71 %)    | Quart de finale    | 1 - 2 - 1 (25 %)   | 11 - 2 - 5 (61 %)  |
| Le Mans                 | 1er du groupe B  | 9 - 5 (64 %)     | Huitième de finale | 0 - 0 - 2 (0 %)    | 9 - 0 - 7 (56 %)   |
| Monaco                  | 1er du groupe A  | 12 - 2 (86 %)    | Troisième          | 4 - 0 - 2 (67 %)   | 16 - 0 - 4 (80 %)  |
| Strasbourg              | 3e du groupe D   | 9 - 5 (64 %)     | Tour de barrage    | 1 - 0 - 1 (50 %)   | 10 - 0 - 6 (63 %)  |

### Coupe d'Europe FIBA
| Équipe               | Saison régulière | Saison régulière | Last 32         | Last 32        | Playoffs       | Playoffs           | Bilan général      |
| Équipe               | Résultat         | Vic-Déf (%Vic)   | Résultat        | Vic-Déf (%Vic) | Stade          | Vic-Nul-Déf (%Vic) | Vic-Nul-Déf (%Vic) |
| -------------------- | ---------------- | ---------------- | --------------- | -------------- | -------------- | ------------------ | ------------------ |
| Chalon-sur-Saône     | 1er du groupe A  | 4 - 2 (67 %)     | 1er du groupe K | 5 - 1 (83 %)   | Finaliste      | 3 - 2 - 3 (38 %)   | 12 - 2 - 6 (60 %)  |
| Gravelines-Dunkerque | 1er du groupe B  | 4 - 2 (67 %)     | 3e du groupe L  | 2 - 4 (33 %)   | Éliminé        | Éliminé            | 6 - 0 - 6 (50 %)   |
| Nanterre 92          | 1er du groupe D  | 6 - 0 (100 %)    | 2e du groupe N  | 4 - 2 (67 %)   | Champion       | 4 - 1 - 3 (50 %)   | 14 - 1 - 5 (70 %)  |
| Pau-Lacq-Orthez      | 1er du groupe E  | 4 - 0 (100 %)    | 1er du groupe O | 4 - 2 (67 %)   | 1/8e de finale | 1 - 0 - 1 (50 %)   | 9 - 0 - 3 (75 %)   |